# Stephen Amell
Stephen Amell (Toronto, 1981. május 8. –) kanadai színész.

## Pályafutása
Színészi karrierje 2004-ben A fiúk a klubból című kanadai sorozattal vette kezdetét, melynek két epizódjában spinningoktatót alakított. 2005-ben olyan sorozatokban vendégszerepelt, mint az Eltűntnek nyilvánítva, a Nagymenők és a Boszorkányátok.
2007-ben két kategóriában jelölték a Gemini Awardson. Először a ReGenesis című sci-fi sorozatban való vendégszerepléséért (melyet meg is nyert), emellett a Rent-a-Goalie főszerepéért. Ugyanebben az évben főszerepet kapott A szerelem gyűrűje című filmben, ahol Shirley MacLaine és Mischa Barton mellett játszott. Ezután a Heartland, a Da Kink in My Hair, az Elit egység, a Blue Mountain State, a CSI: Miami helyszínelők és az NCIS: Los Angeles epizódjaiban tűnt fel. 2010-ben csatlakozott a The CW Vámpírnaplók sorozatához, amelyben néhány rész erejéig egy Brady nevű vérfarkast alakított.
2011-ben szerepet kapott a Lifetime Justice for Natalee Holloway című tévéfilmjében, Joran van der Sloot holland gyilkos szerepében. Szintén ebben az évben tűnt fel a Hung – Neki áll a zászló című HBO-sorozatban, majd a FOX Új csaj című sorozatában is szerepelt, Zooey Deschanel és Max Greenfield oldalán.
2012-ben visszatérő szerepet játszott az ABC Doktor Addison című orvosi drámasorozatában, Scott "Scottie" Beckert alakította. Szintén ugyanebben az évben főszerepet osztottak rá a The CW A zöld íjász című szuperhőssorozatában, melyben a címszereplőt, vagyis Oliver Queent formálta meg. 2014-ben A zöld íjász testvérsorozatában, a Flash – A Villám-ban is feltűnt Oliver Queen szerepében. 
2015-ben megkapta Casey Jones szerepét a 2016-ban bemutatott Tini Nindzsa Teknőcök: Elő az árnyékból! című fantasyfilmben, ahol a Megan Fox által megformált April O'Neil szerelmét alakította.

## Magánélete
Az Ontario tartománybeli Aurorában, a St. Andrew's College-i iskolában tanult. Van egy húga, unokatestvére a szintén színész Robbie Amell.

## Filmográfia

### Film
| Év   | Magyar cím                               | Eredeti cím                                      | Szerep         | Megjegyzések                                             |
| ---- | ---------------------------------------- | ------------------------------------------------ | -------------- | -------------------------------------------------------- |
| 2007 |                                          | The Tracey Fragments                             | nyomozó        |                                                          |
| 2007 | A szerelem gyűrűje                       | Closing the Ring                                 | Teddy Gordon   |                                                          |
| 2009 | Sikoltók – A vadászat                    | Screamers: The Hunting                           | Guy            |                                                          |
| 2011 |                                          | Stay with Me                                     | Travis         | rövidfilm                                                |
| 2016 |                                          | Code 8                                           | drónkezelő     | rövidfilm (producer)                                     |
| 2016 | Tini Nindzsa Teknőcök: Elő az árnyékból! | Teenage Mutant Ninja Turtles: Out of the Shadows | Casey Jones    | magyar hangja Csőre Gábor                                |

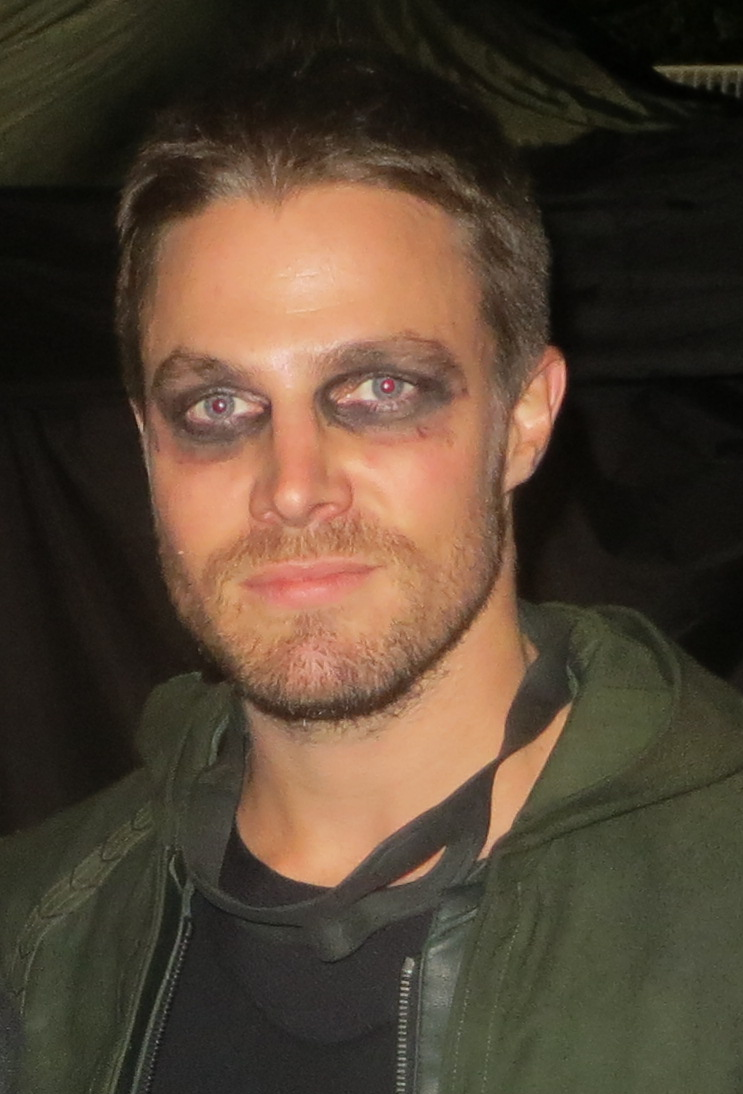
A zöld íjász forgatásán, 2014 szeptemberében

| 2018 |                                          | Mi Madre, My Father                              | Hal Nelson     | - rövidfilm - a 2018-as cannes-i fesztiválon mutatták be |
| 2019 | 8-as kód                                 | Code 8                                           | Garrett Kelton | főszereplő és producer                                   |

### Televízió
| Év        | Magyar cím                    | Eredeti cím                    | Szerep                      | Megjegyzések                               |
| --------- | ----------------------------- | ------------------------------ | --------------------------- | ------------------------------------------ |
| 2004      | A fiúk a klubból              | Queer as Folk                  | spinningoktató              | 2 epizód                                   |
| 2004      | A Degrassi gimi               | Degrassi: The Next Generation  | ajtónálló                   | 1 epizód                                   |
| 2005      | Eltűntnek nyilvánítva         | Missing                        | Ian Harrington              | 1 epizód                                   |
| 2005      |                               | Tilt                           | Bellboy                     | 1 epizód                                   |
| 2005      |                               | Beautiful People               | Jason                       | 5 epizód                                   |
| 2005      | Boszorkányátok                | Dante's Cove                   | Adam                        | 2 epizód                                   |
| 2006      | A szomszéd ház rejtélye       | The House Next Door            | Buddy Harrelson             | tévéfilm                                   |
| 2006–2008 |                               | Rent-a-Goalie                  | Billy                       | főszereplő                                 |
| 2007      |                               | ReGenesis                      | Craig Riddlemeyer           | 2 epizód                                   |
| 2007–2009 |                               | Da Kink in My Hair             | Matthew                     | 4 epizód                                   |
| 2007–2012 | Heartland                     | Heartland                      | Nick Harwell                | 6 epizód                                   |
| 2009      | Elit egység                   | Flashpoint                     | Peter Henderson             | 1 epizód                                   |
| 2010      |                               | Blue Mountain State            | Travis McKenna              | 2 epizód                                   |
| 2010      | CSI: Miami helyszínelők       | CSI: Miami                     | Peter Truitt                | 1 epizód                                   |
| 2010      | NCIS: Los Angeles             | NCIS: Los Angeles              | Andrew Weaver tüzérőrmester | 1 epizód                                   |
| 2010      | Borotvaélen: Tűz és jég       | The Cutting Edge: Fire and Ice | Philip Seaverm              | tévéfilm                                   |
| 2011      | Vámpírnaplók                  | The Vampire Diaries            | Brady                       | 2 epizód                                   |
| 2011      | CSI: A helyszínelők           | CSI: Crime Scene Investigation | A.J. Gust                   | 1 epizód                                   |
| 2011      | Igazságot Natalee Hollowaynek | Justice for Natalee Holloway   | Joran van der Sloot         | - tévéfilm - magyar hangja: - Zámbori Soma |
| 2011      | HUNG – Neki áll a zászló      | Hung                           | Jason                       | főszereplő (3. évad)                       |
| 2011      | 90210                         | 90210                          | Jim                         | 2 epizód                                   |
| 2011–2012 | Új csaj                       | New Girl                       | Kyle                        | 2 epizód                                   |
| 2012      | Doktor Addison                | Private Practice               | Scott Becker                | hét epizód                                 |
| 2012–2020 | A zöld íjász                  | Arrow                          | Oliver Queen / Zöld íjász   | főszereplő                                 |
| 2013      |                               | When Calls the Heart           | Wynn Delaney                | tévéfilm                                   |
| 2014–2019 | Flash – A Villám              | The Flash                      | Oliver Queen / Zöld íjász   | - 9 epizód - magyar hangja: - Bozsó Péter  |
| 2015      |                               | Reelside                       | önmaga                      | 1 epizód                                   |
| 2015      | WWE RAW                       | WWE Raw                        | önmaga                      | 2 epizód                                   |
| 2016–2020 | A holnap legendái             | DC's Legends of Tomorrow       | Oliver Queen / Zöld íjász   | - 6 epizód - magyar hangja: - Bozsó Péter  |
| 2017      |                               | American Ninja Warrior         | önmaga                      | 1 epizód                                   |
| 2017–2019 | Supergirl                     | Supergirl                      | Oliver Queen / Zöld íjász   | 3 epizód                                   |
| 2019      | Batwoman                      | Batwoman                       | Oliver Queen / Zöld íjász   | 1 epizód                                   |
| 2021–2023 |                               | Heels                          | Jack Spade                  | főszereplő                                 |